# Puente Juan Bosch
El puente Juan Bosch es un puente carretero que cruza el río Ozama comunicando el municipio Santo Domingo Este con el Distrito Nacional, en Santo Domingo, República Dominicana. El puente fue nombrado en honor al escritor y expresidente Juan Bosch.

## Ubicación
Es uno de los siete puentes que cruzan el río Ozama en la ciudad de Santo Domingo, República Dominicana. Ubicado a los 18° 29′ 12″ N y 69° 52′ 57″ O, cerca de la desembocadura y contiguo al puente Juan Pablo Duarte, comunica el Distrito Nacional, donde se encuentra el casco histórico de la ciudad, con el municipio de Santo Domingo Este.
Es parte de la autopista DR-3, que une Santo Domingo con las ciudades orientales del país. El puente conecta a la vía Expreso 27 de Febrero, por el occidente, con Expreso de las Américas por el oriente.

## Características
Es un puente atirantado de hormigón armado que tiene una longitud total de 647,10 metros. Se puede dividir en tres tramos: el viaducto de acceso este, el puente principal y el viaducto de acceso oeste que tienen una longitud de 233, 346,9 y 68,20 respectivamente.

Vista longitudinal del puente.

Su tablero alcanza una altura máxima sobre el río de 35 m, mientras que sus torres tienen una altura de 63 m. Tiene 5 vanos, el vano central mide 180 m de largo y los de compensación lateral 457.50 y 35.95 m. Tiene un ancho de 33.5 m que se descompone en cuatro vías de circulación, dos vías para un futuro tren urbano y aceras para peatones. El tablero está soportado por un total de 48 tirantes dobles, que están separados a diez metros entre sí.
Diez de sus pilas están fundadas con zapatas, mientras que otras cuatro debieron fundarse sobre micropilotes. Las torres, de dos pilones cada una, se fundan sobre zapatas.

## Concepción y construcción
Fue construido para aliviar la congestión vehicular que se producía en el puente Duarte, obra que había sido construida entre 1953 y 1955. El tráfico vehicular sobre dicho puente alcanzaba los 80.000 vehículos diarios y se generaban en él —y en los otros puentes sobre el río Ozama— grandes atochamientos en las horas punta; gracias a la nueva estructura se permitiría el flujo de 183.000 vehículos diarios.
Para armonizar con su entorno, se diseñó respetando la silueta del puente colgante Juan Pablo Duarte, pero en vez de proyectarse un puente de la misma tipología, se optó por uno atirantado, ya que la luz a salvar -180 metros- era demasiado pequeña como para requerir un puente colgante. Por otra parte, sus torres tienen la misma altura que el puente ya existente, lo que es una altura inusualmente baja para un puente atirantado.

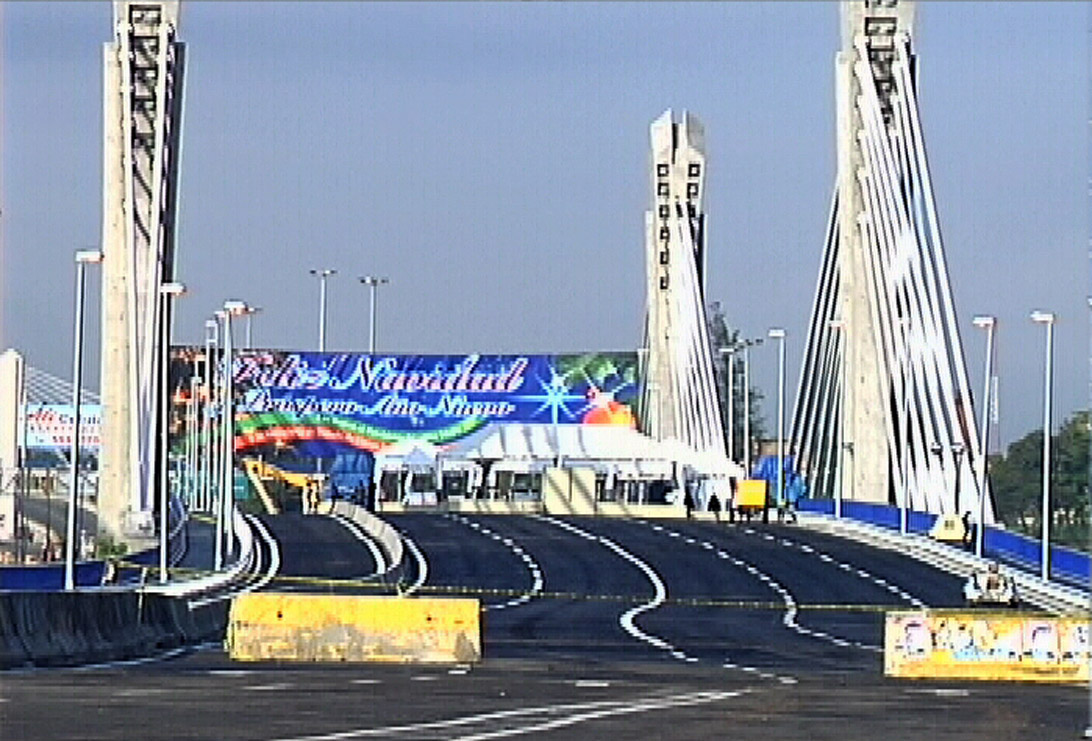
El puente Juan Bosch en diciembre de 2001, poco antes de su inauguración.

Su construcción fue promovida por la Secretaría de Estado de Obras Públicas y Comunicaciones de la República Dominicana y fue diseñado por el ingeniero Leonardo Fernández Troyano de la empresa española Carlos Fernández Casado.
Las obras comenzaron en 1998, durante el gobierno de Leonel Fernández, y su construcción la realizó el consorcio formado por las empresas FCC Construcciones; Dragados, Obras y Construcciones y Construcciones Civiles y Marítimas S.A..
Los vanos laterales, ubicados sobre tierra, se alzaprimaron durante su construcción; sin embargo, el vano principal, ubicado sobre un río de 150 m de ancho, debió construirse por medio de tramos en voladizo soportados por tirantes, formados por dovelas de 5 m de longitud. Los viaductos de acceso, están formados por tramos simplemente apoyados y se construyeron sobre la base de vigas prefabricadas de 25 m de longitud.
Su presupuesto inicial era de RD$430 millones pero finalmente implicó una inversión de RD$618 millones.
Fue inaugurado el 19 de diciembre de 2001 por el presidente Hipólito Mejía.

## Mantenimiento
En julio de 2008, el puente se encontraba deteriorado: se habían desprendido segmentos de la barandilla metálica que protege su paso peatonal y vándalos habían arrancado sus luminarias, cables del tendido eléctrico y tapas del alcantarillado.  En junio de 2009, las autoridades emprendieron un plan de reparación.
En mayo del 2016, como parte del Estudio de Confiabilidad Estructural de Puentes en República Dominicana llevado a cabo por el Instituto Tecnológico de Santo Domingo con aprobación y apoyo del Ministerio de Educación Superior, Ciencia y Tecnología y el Fondo Nacional de Innovación y Desarrollo Científico y Tecnológico, se desplegó una red de sensores inalámbricos equipados con acelerómetros acoplados a puntos claves del puente con el fin de analizar el efecto del tráfico en el mismo.